# 下珀爾泰什蒂鄉
47°38′N 25°58′E / 47.633°N 25.967°E
下珀爾泰什蒂鄉（羅馬尼亞語：Comuna Pârteștii de Jos, Suceava），是羅馬尼亞的鄉份，位於該國東北部，由蘇恰瓦縣負責管轄，面積51平方公里，海拔高度372米，2007年人口2,967，人口密度每平方公里58人。